# 会理报春
会理报春（学名：Primula pauliana var. huiliensis）为报春花科报春花属下的一个变种。

## 扩展阅读
- 維基物種上的相關：会理报春